# Perizoma gigas
Perizoma gigas är en fjärilsart som beskrevs av Edward P. Wiltshire 1976. Perizoma gigas ingår i släktet Perizoma och familjen mätare. Inga underarter finns listade i Catalogue of Life.